# Zentrum für Medien- und Gesundheitskommunikation
Das Zentrum für Medien- und Gesundheitskommunikation (ZMGK) ist eine Forschungseinrichtung in Köln.
Es wurde am 28. Oktober 2008 als Verein gegründet und als gemeinnützig anerkannt. Vereinsmitglieder des ZMGK sind Wissenschaftler verschiedener Hochschulen wie der Universität zu Köln, der Hochschule Fresenius Köln und der Deutschen Sporthochschule Köln, ebenso wie Praktiker im Bereich der Gesundheitskommunikation (Krankenversicherung, Marktforschung, Öffentlichkeitsarbeit, niedergelassene Ärzte). Auf wissenschaftlicher Ebene beteiligt sind Experten aus den Bereichen Psychologie, Medizin, Medizinische Soziologie, Heilpädagogik und Rehabilitation, Gesundheitswirtschaft, Medien- und Medizinrecht, Gesundheitserziehung und Sportwissenschaften. 

## Ziele
Das Anliegen des Vereins ist es, mit seinen Aktivitäten einen Beitrag zur Optimierung der Gesundheitskommunikation zu leisten. Zu diesem Zweck werden die Projekte interdisziplinär realisiert, da die Erforschung medialer Gesundheitskommunikation immer eine fachübergreifende Expertise (im Hinblick auf Sender, Zielgruppe, Thema, zu vermittelnde Information, eingesetztes bzw. genutztes Medium und dessen Einflüsse sowie das Setting, im Rahmen der die Kommunikation erfolgen soll) erfordert. Das ZMGK ist Mitglied der Gesundheitsregion Köln-Bonn e. V.

## Forschungsschwerpunkte
Arbeitsschwerpunkt ist die Erforschung von Kommunikation über Gesundheit, die mit Hilfe von Medien getätigt wird. Konzeption, Implementierung und Evaluation von Gesundheitskommunikation werden realisiert, insbesondere in den Bereichen:
Kampagnenforschung, Krebskommunikation, Gesundheitskommunikation und Selbsthilfe, Patienteninformationen zur informierten Entscheidung, Internetauftritte zum Thema Gesundheit, Gesundheit und Prävention bei Kindern im Grundschulalter, Innovative Technologien an der Schnittstelle zwischen Medien- und Gesundheitswirtschaft, Mediale Unterhaltung und Gesundheit.